# Lago Arlesheimer
El lago Arlesheimer (en alemán: Arlesheimersee) es un lago situado en la región administrativa de Brisgovia-Alta Selva Negra, en el estado de Baden-Württemberg (Alemania), a una elevación de 212 metros; tiene un área de 6 hectáreas. 
El lago y sus 12 hectáreas de bosque que lo rodean están designadas reserva natural; no está permitido su baño en él.